# Leonardeschi

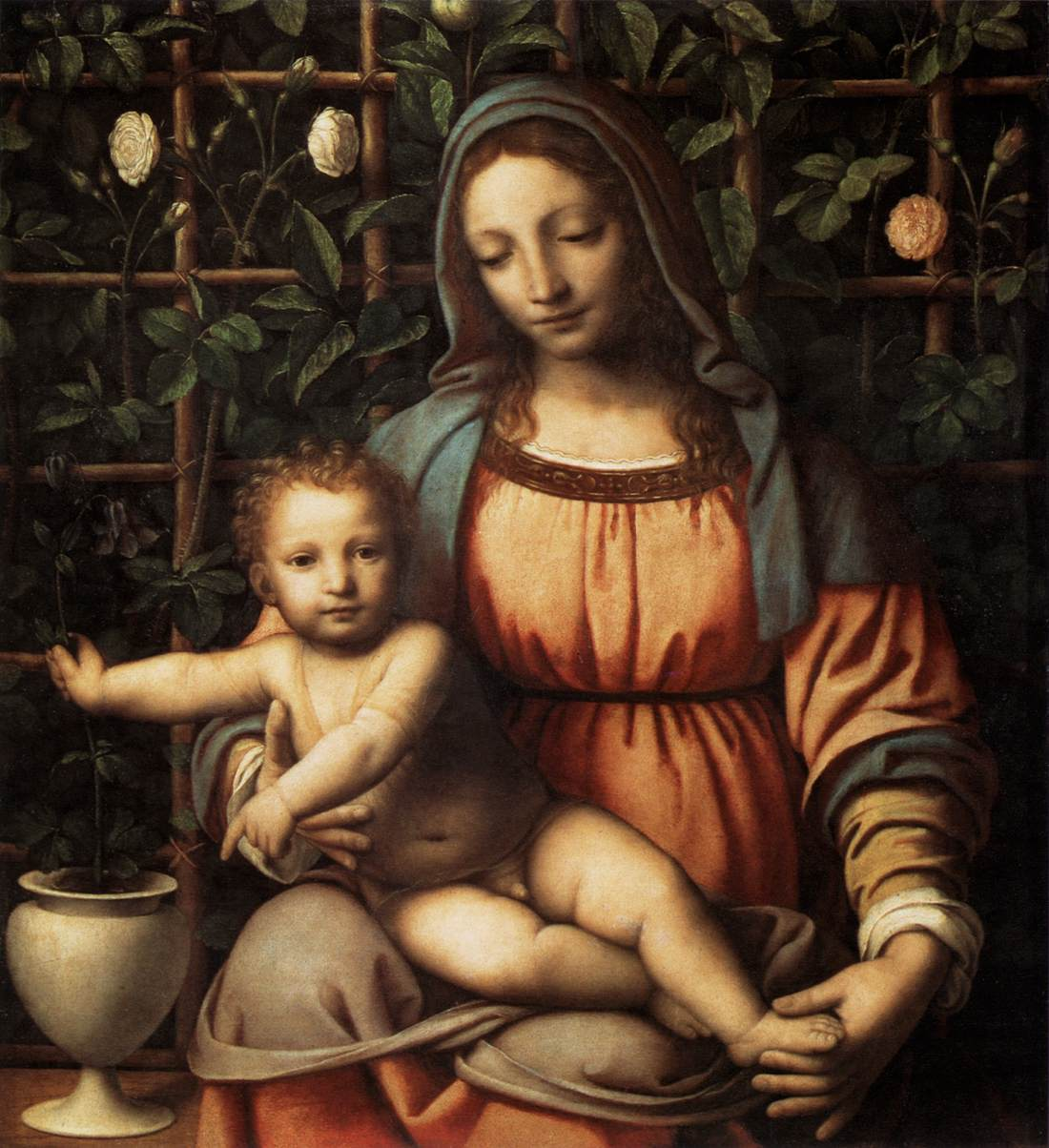
Madonna del Roseto, de Bernardino Luini, actualmente en Brera.

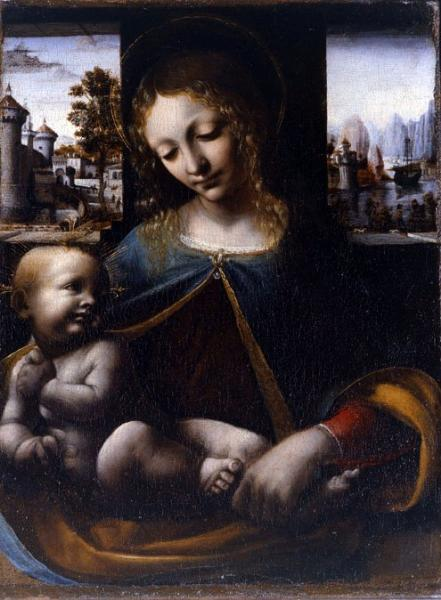
Madonna Lia, de Francesco Napoletano.

Leonardeschi es la denominación historiográfica que se da a los pintores lombardos de comienzos del siglo XVI que se consideran seguidores de la maniera di Leonardo o maniera leonardesca, es decir, del estilo artístico de Leonardo da Vinci. También se denomina "leonardescos" a otros pintores italianos y no italianos que, o bien fueron discípulos de Leonardo, o bien se vieron fuertemente influidos por su obra.
La prolongada estancia de Leonardo en Milán hizo que en esa ciudad quedara un buen número de discípulos directos e indirectos (en una carta de 1496 Leonardo se queja de que está enseñando a seis aprendices a la vez), formándose una cierta uniformización del gusto en el Ducado de Milán. Los elementos clave de ese gusto o estilo son el recurso al sfumato, la iluminación difusa, la belleza melancólica de los personajes y la ambigüedad de los rostros.
Antes de la revalorización del Manierismo, se solía considerar que estos artistas, independientemente de su propia capacidad, habían renunciado a la superación o incluso a la igualación del genio de su precursor, cristalizando su estilo; y que su mayor mérito fue difundir tal estilo por sus viajes (Giovanni Agostino da Lodi por Venecia, Bernardino Luini por Suiza o Cesare da Sesto por Roma e Italia meridional.

## Leonardeschi italianos

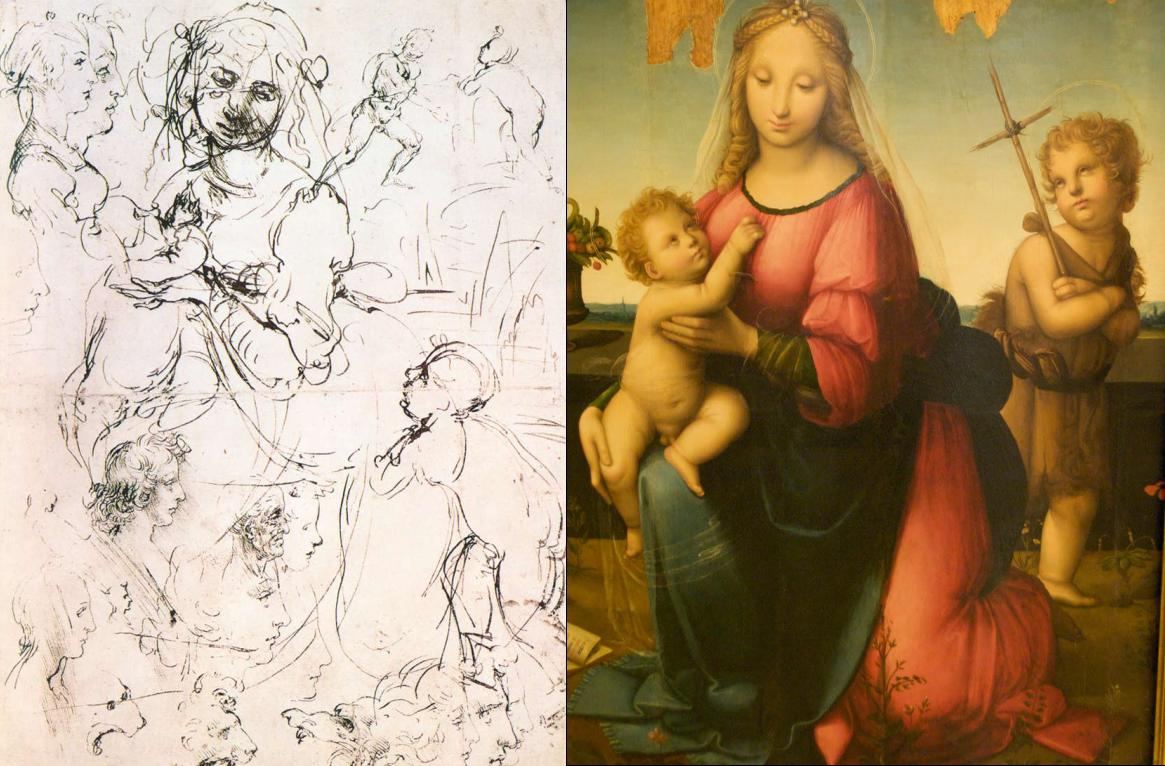
Madonna de Andrea del Brescianino, Nápoles; y dibujo de Leonardo da Vinci en el que está basada, Royal Library, Windsor.

- Francesco Melzi (discípulo directo)
- Gian Giacomo Caprotti, llamado Salaì (discípulo directo)
- Ambrogio de Predis (colaborador directo)
- Bernardino Luini
- Giovanni Antonio Boltraffio
- Cesare da Sesto
- Andrea Solario
- Giampietrino
- Giovanni Agostino da Lodi
- Francesco Galli, llamado Francesco Napoletano[7]
- Marco d'Oggiono
- Giovanni Antonio Bazzi, llamado il Sodoma

## Escuela de Leonardo
Un cierto número de obras del entorno leonardesco cuya autoría no puede identificarse con seguridad, se atribuyen a la escuela de Leonardo. Además de las pinturas, hay entre ellas esculturas, como un Busto de Flora del que se debate si es una obra del entorno de Leonardo o una falsificación del siglo XIX (Skulpturensammlung und Museum für Byzantinische Kunst, Berlín) y una estatuilla ecuestre de bronce (Guerrero a caballo, ca. 1506-08, Museo de Bellas Artes de Budapest
| Obra | Datación    | Museo             | Ciudad     |
| ---- | ----------- | ----------------- | ---------- |
|      | ca. 1503-04 | Colección privada | Nueva York |
|      | ca. 1510-15 | Museo del Louvre  | París      |
|      | ca. 1517    | Royal Library     | Windsor    |

### Virgen del huso, o de la rueca
De la Madonna dei fusi ("virgen del huso", también llamada "de la rueca"), realizada por Leonardo hacia 1501, y que no se conserva, se conocen distintos grupos de réplicas, versiones o copias, cuya autoría no puede atribuirse con seguridad a ningún miembro de su taller:
|  |  |

|  |  |

## Leonardescos españoles

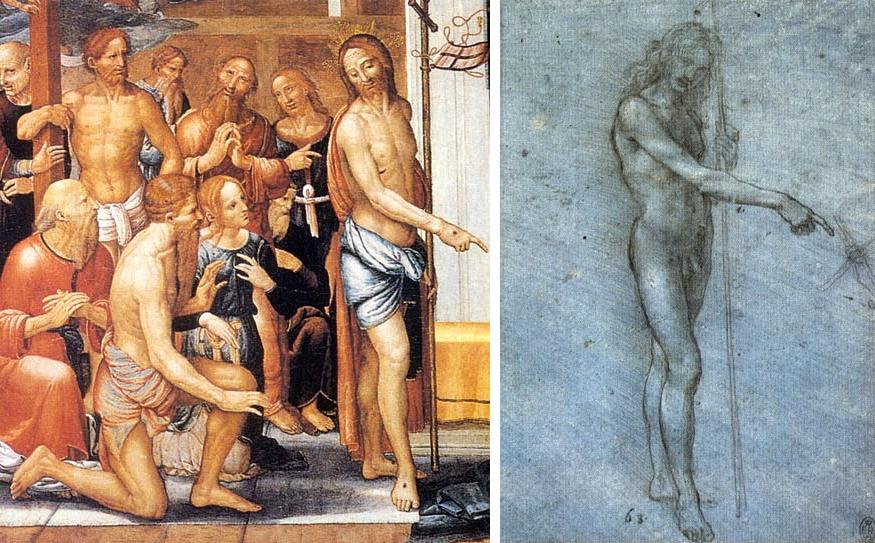
Comparación del Cristo resucitado de Fernando Yáñez de la Almedina (Museo del Prado) con un dibujo de San Juan Bautista desnudo, de Leonardo da Vinci (Windsor Royal Collection).

Según la documentación, un Ferrando Spagnolo colaboró con Leonardo en el fresco de La batalla de Anghiari, habiéndose propuesto su identificación con Fernando Yáñez de la Almedina o con Fernando de los Llanos. Además, la llegada de copias de obras de Leonardo (varias de la Virgen del huso) y de la obra de los leonardescos milaneses se intensificó a partir de la incorporación del Ducado a la Monarquía Hispánica. La primera pintura que llegó a España con la consideración de ser de mano de Leonardo fue una Magdalena que Pedro Fernández de Velasco donó a la catedral de Burgos, pero hoy se atribuye a Giampetrino; mientras que la Sagrada Familia que Felipe II mandó traer al Escorial creyéndola del maestro da Vinci hoy se atribuye a Bernardino Luini. Los pintores españoles del siglo XVI con más influencia de Leonardo fueron Vicente Maçip, Juan de Juanes y Luis de Morales.

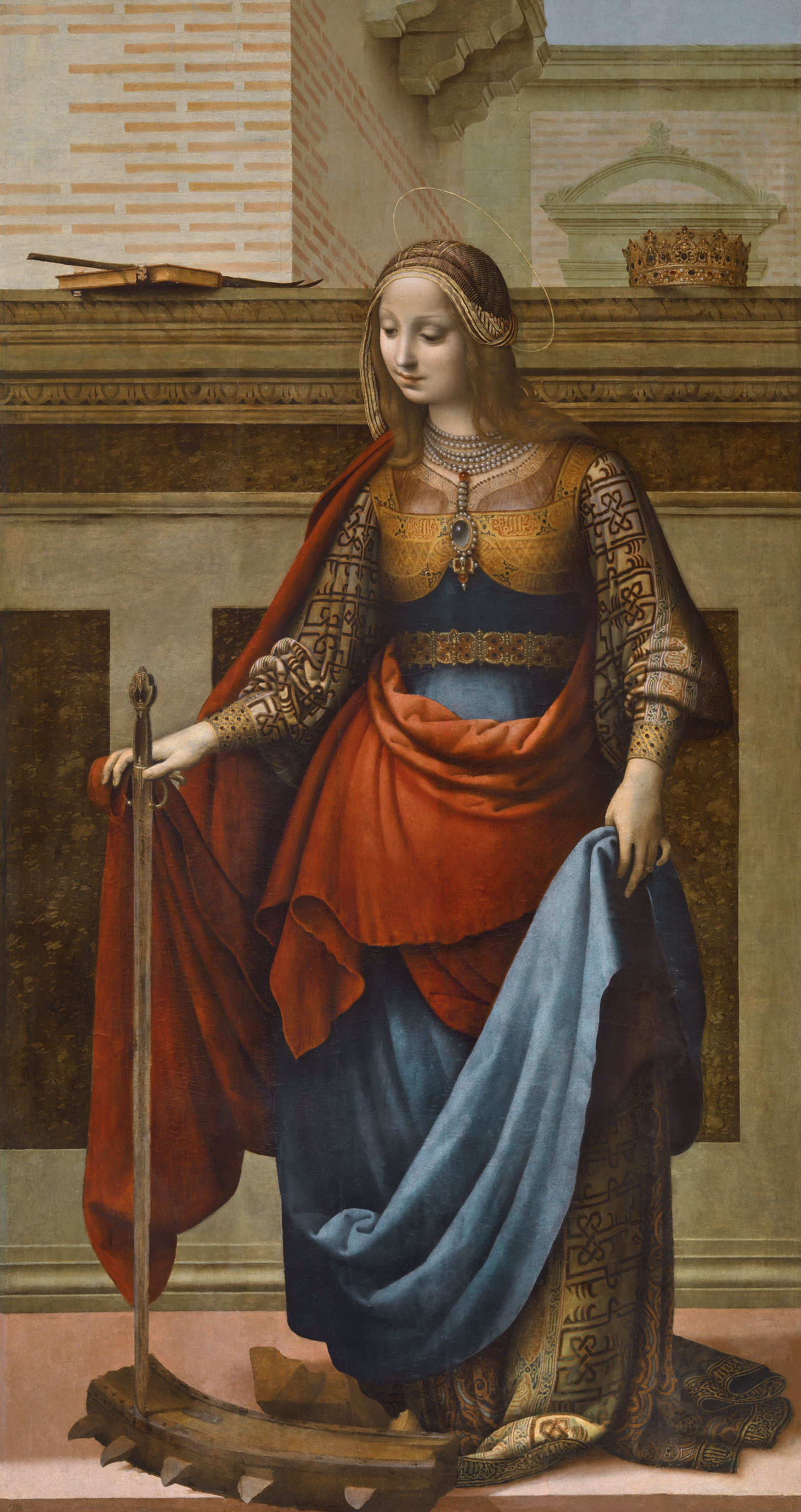
Santa Catalina, de Fernando Yáñez de la Almedina.
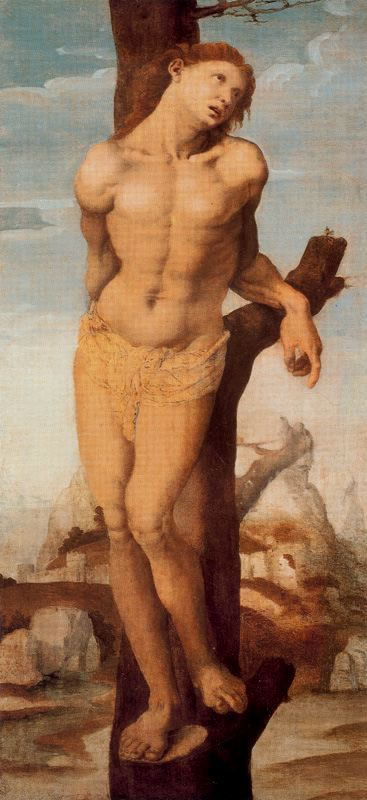
San Sebastián, de Fernando de los Llanos.
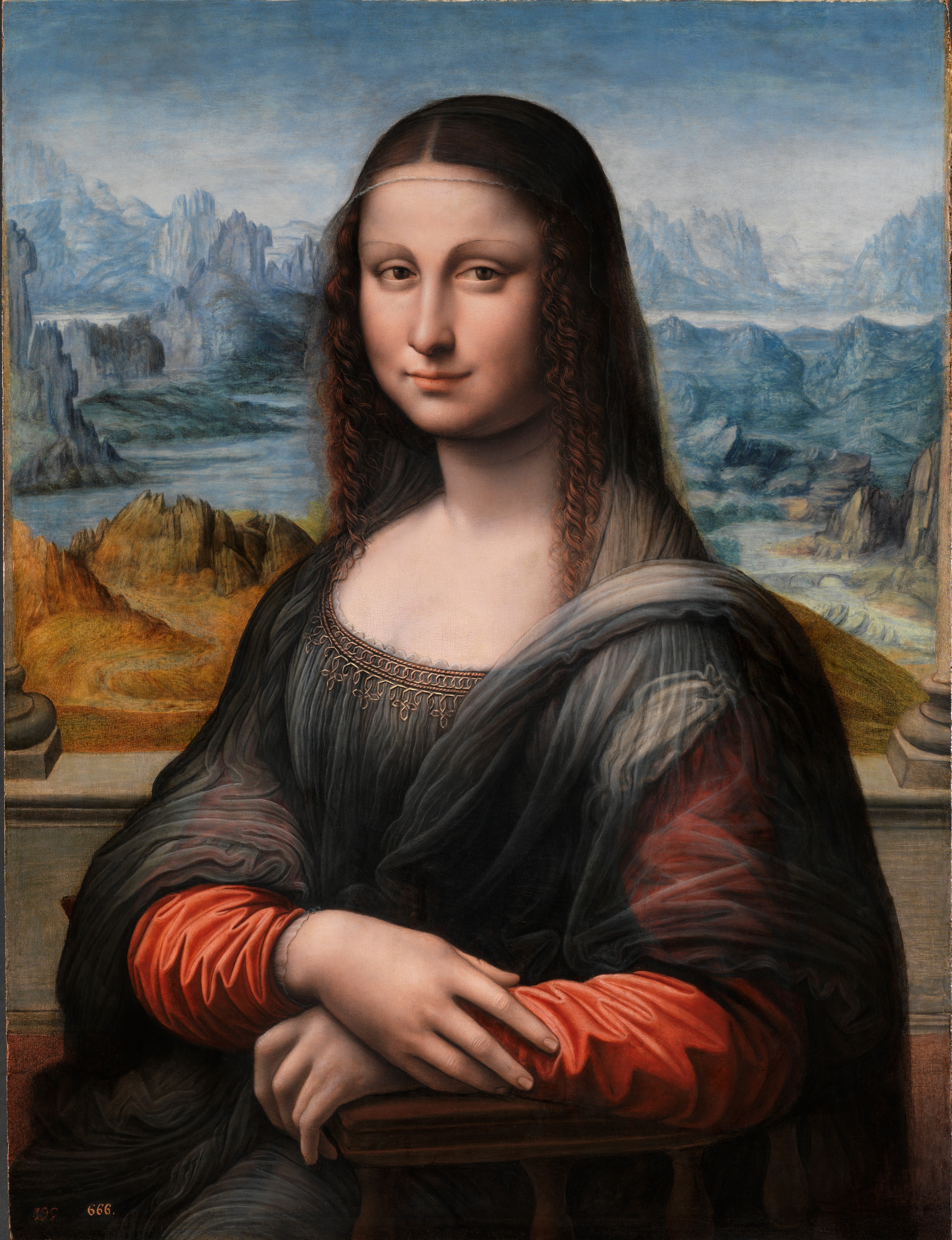
La Gioconda (copia del Museo del Prado), de la que se han propuesto varias posibles autorías, entre ellas, la de los discípulos españoles de Leonardo.

## Leonardescos nórdicos
- Renacimiento nórdico
- Vincent Sellaer
- Quentin Matsys
- Joos van Cleve, llamado "el Leonardo  del norte"
- Cornelis van Cleve

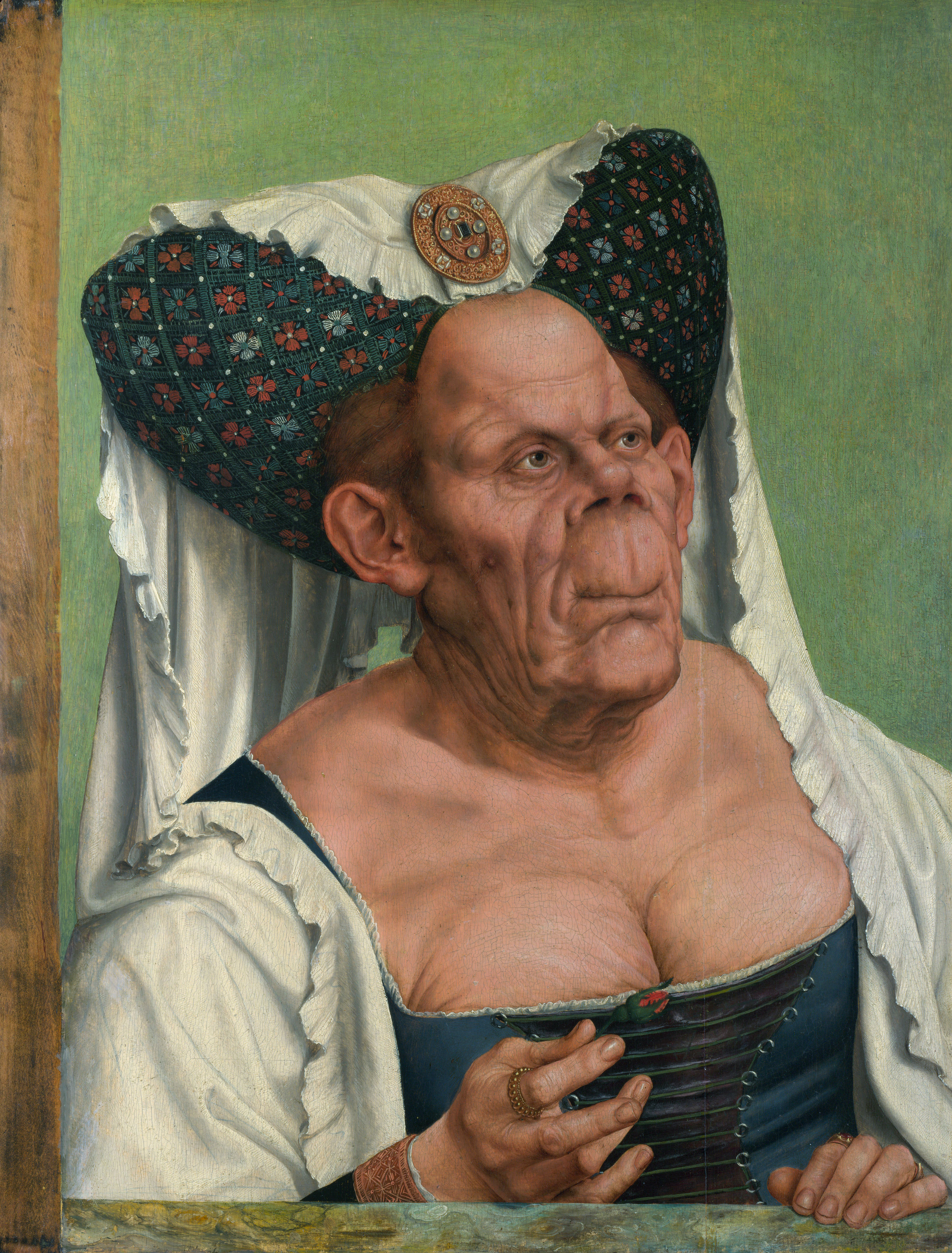
La duquesa fea, de Quentin Matsys, ca. 1513.
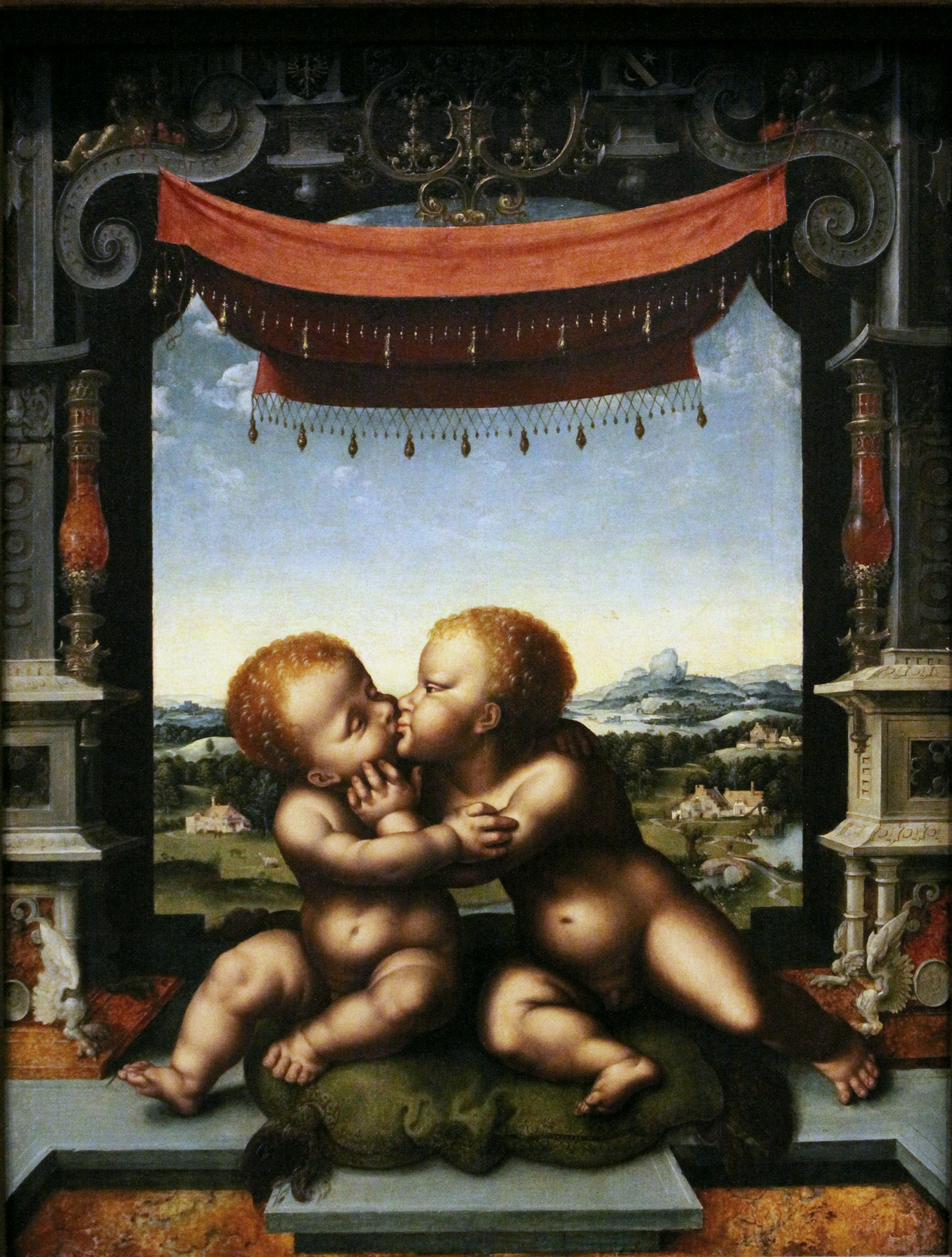
Los niños Jesús y San Juan Bautista besándose, de Joos van Cleve, ca. 1525.